# یواس‌اس گریبک (اس‌اس‌جی-۵۷۴)
یواس‌اس گریبک (اس‌اس‌جی-۵۷۴) (به انگلیسی: USS Grayback (SSG-574)) یک زیردریایی بود. این زیردریایی در سال ۱۹۵۷ ساخته شد.